# 亞丁灣斯氏前鰭鮋
亞丁灣斯氏前鰭鮋，為輻鰭魚綱鮋形目鮋亞目真裸皮鮋科的其中一種，為熱帶海水魚，分布於西印度洋亞丁灣、阿曼灣、印度西南部等海域，棲息深度24-300公尺，體長可達21.5公分，棲息在沿岸沙底質底層水域，生活習性不明。